# Багатуров Георгій Ашотович
Георгій Ашотович Багатуров (народився 28 лютого 1964) – грузинський шахіст, гросмейстер від 1999 року.

## Шахова кар'єра
1989 року переміг на чемпіонаті Грузинської РСР. Міжнародних успіхів почав досягати після розпаду Радянського Союзу. У 1992 році переміг на двох турнірах за швейцарською системою, які відбулися в Остраві і Старому Місті, в 1993 році поділив 2-ге місце (позаду Смбата Лпутяна, разом з Тиграном Налбандяном на зональному турнірі (відбіркового циклу чемпіонату світу) в Протвіно, тоді як в 1994 році поділив 1-ше місце (разом з Їржі Шточеком) у Брно (турнір C), а також виступив на міжзональному турнірі у Білі, посівши одне з останніх місць.
Найкращим періодом у його кар'єрі була друга половина 1990-х років. У 1995 і 1999 році завоював золоті медалі чемпіонату Грузії. У 1998 році представляв свою країну на шаховій олімпіаді в Елісті, а рік по тому – на командному чемпіонаті Європи в Батумі. 1996 року переміг у Беблінгені (разом з Левом Гутманом, Клаусом Бішоффом, Кареном Мовсесяном і Рустемом Даутовим), у 1997 році поділив 1-ше місце у Єнакієвому (разом з Олександром Морозом і Станіславом Савченком) і поділив 2-ге місце в Швебіш-Гмюнді (позаду Сергієм Калінічевим, разом з В'ячеславом Ейнгорном, Олександром Дгебуадзе, Костянтином Лернером і Карлом-Хайнцем Подзєльним), тоді як у 1999 році поділив 2-ге місце у Вліссінгені (позаду Альберто Давіда, разом із зокрема, Рафаелем Ваганяном, Володимиром Бакланом і Михайлом Гуревичем).
У наступних роках досягнув таких успіхів:
- поділив 1-ше місце в Ханья (2000, разом з Максимом Туровим),
- поділив 1-ше місце в Патрах (2000, разом з Сергієм Овсеєвичем),
- поділив 2-ге місце в Арко (2000, позаду Володимира Тукмакова, разом з Романом Слободяном, Звулоном Гофштейном, Венціславом Інкьовим і Стефаном Джуричем),
- поділив 2-ге місце в Порто-Сан-Джорджо (2001, позаду Ігоря Глека, разом з Іваном Заєю і Віорелом Йордаческу),
- поділив 1-ше місце в Москві (2004, турнір Аерофлот Open-B, разом із, зокрема, Джакаєм Джакаєвим і Давідом Арутюняном),
- посів 1-ше місце в Аугсбурзі (2005),
- поділив 1-ше місце в Адені (2005, разом із зокрема, Мохамедом Тіссіром, Мортезою Магджубом і Слімом Белходжою),
- поділив 2-ге місце в Тбілісі (2005, позаду Давіда Арутюняна, разом із зокрема, Торніке Саникідзе),
- поділив 1-ше місце в Адані (2006, разом із зокрема, Міхалом Мчедлішвілі і Валер'яном Гапріндашвілі),
- поділив 1-ше місце в Ла-Фері (2006, разом з Г'юго Тірардом),
- поділив 2-ге місце у Франкфурті (2006, позаду Даніеля Фрідмана, разом із, зокрема, Сергієм Овсеєвичем і В'ячеславом Іконніковим),
- поділив 1-ше місце в Гризолії (2007, разом з Володимиром Охотником, Райнером Буманном, Ігорем Єфімовим і Ненадом Алексичем),
- поділив 2-ге місце в Ґюмрі (2008, позаду Арманом Пашикяном, разом з Тамазом Гелашвілі),
- поділив 1-ше місце в Салоніках (2009, разом з Баришом Есеном).

Найвищий рейтинг Ело в кар'єрі мав станом на 1 січня 1999 року, досягнувши 2543 очок займав тоді 7-ме місце серед грузинських шахістів.

## Przypisy
1. ↑  1993 Biel FIDE Interzonal Tournament. Процитовано 19 лютого 2009.
2. ↑  Campeonato de Georgia. Процитовано 19 лютого 2009.
3. ↑  OlimpBase. Процитовано 19 лютого 2009.
4. ↑  OlimpBase. Процитовано 19 лютого 2009.
5. ↑  FIDE rating history :: Bagaturov, Giorgi. Архів оригіналу за 18 червня 2021. Процитовано 6 квітня 2018.

## Зміни рейтингу
| На цьому місці має відображатися графік чи діаграма, однак з технічних причин його відображення наразі вимкнено. Будь ласка, не видаляйте код, який викликає це повідомлення. Розробники вже працюють для того, щоби відновити штатне функціонування цього графіка або діаграми. | |
| | На цьому місці має відображатися графік чи діаграма, однак з технічних причин його відображення наразі вимкнено. Будь ласка, не видаляйте код, який викликає це повідомлення. Розробники вже працюють для того, щоби відновити штатне функціонування цього графіка або діаграми. |